# Station Stone
Stone is een spoorwegstation van National Rail in Stone (Staffordshire),  in Engeland. Het station is eigendom van Network Rail en wordt beheerd door West Midland Trains.